# Héber Pena
Héber Pena Picos (Ferrol, 16 de enero de 1990), más conocido como Héber Pena, es un futbolista español que juega de delantero en el Racing Club de Ferrol de la Segunda División de España.

## Carrera
Pena comenzó su carrera en las categorías inferiores del Racing de Ferrol. En 2009 dejó el club verde para fichar por el Narón Balompé Piñeiros. En el cuadro azulado solo jugó una temporada, antes de regresar al Racing, donde estuvo durante tres temporadas.
En 2013 la U. D. Somozas le fichó libre y le dio la oportunidad de jugar en la Tercera División. Su primer gol con este club fue el 19 de noviembre ante el Betanzos C. F. En esta temporada marcó 10 goles y colaboró en el ascenso del club a Segunda B. 
En su debut en la categoría de bronce del fútbol español, en la primera jornada, logró la primera victoria para su club al anotar de penalti frente al Real Avilés. Su siguiente gol llegó el 21 de septiembre de 2014, pero no sirvió para nada porque el Somozas perdió con el Real Valladolid C. F. "B".
En 2015 fichó por el Racing de Ferrol de nuevo. En el club gallego se convirtió en un jugador fundamental en un equipo que logró la segunda plaza en el grupo 1 de Segunda B. En esta temporada disputó 31 partidos y marcó 5 goles, el primero de ellos el 31 de octubre ante el Club Deportivo Guijuelo. En los playoffs de ascenso el Cádiz C. F. los superó en primera ronda.
Fichó por el Racing de Santander en 2016. Allí estuvo dos temporadas y en 2018 se unió al Real Murcia C. F. A mitad de curso se fue a la U. D. Melilla.
En 2020 fichó por el C. E. Sabadell F. C., club con el que consiguió el ascenso a la Segunda División tras derrotar en los playoffs al Atlético de Madrid "B", la Cultural Leonesa y el F. C. Barcelona "B". Tras una temporada en la categoría de plata, en junio de 2021 regresó al Racing de Ferrol.
En julio de 2024 fichó por el F. C. Vizela portugués en la que iba a ser su primera experiencia fuera del fútbol español. Esta duró media temporada y el 3 de febrero inició su cuarta etapa en el Racing Club de Ferrol.

## Clubes
| Club                   | País     | Año       |
| ---------------------- | -------- | --------- |
| Narón Balompé Piñeiros | España   | 2009-2010 |
| Racing Club de Ferrol  | España   | 2010-2013 |
| U. D. Somozas          | España   | 2013-2015 |
| Racing Club de Ferrol  | España   | 2015-2016 |
| Racing de Santander    | España   | 2016-2018 |
| Real Murcia C. F.      | España   | 2018      |
| U. D. Melilla          | España   | 2019      |
| C. D. Badajoz          | España   | 2019-2020 |
| C. E. Sabadell F. C.   | España   | 2020-2021 |
| Racing Club de Ferrol  | España   | 2021-2024 |
| F. C. Vizela           | Portugal | 2024-2025 |
| Racing Club de Ferrol  | España   | 2025-     |